# Dreamcatcher World Tour: Invitation from Nightmare City
Dreamcatcher 3st World Tour: Invitation from Nightmare City es el nombre de la tercera gira mundial de conciertos del grupo surcoreano Dreamcatcher, la cual recorrió Asia, Europa, Norteamérica y Oceanía en 20 fechas. Comenzó en el Gateway Theatre de Singapur el 22 de marzo de 2019 y finalizó en el White Eagle Hall de Ciudad de Jersey, Estados Unidos, el 15 de diciembre de 2019.

## Antecedentes
Tras el lanzamiento de su tercer miniálbum Alone in the City en septiembre de 2018, Dreamcatcher anunció, en enero de 2019, la presentación del grupo en tres ciudades de Asia, incluyendo Yakarta, Singapur y Manila, a realizarse entre el 20 y el 24 de marzo de 2019. Esta gira por Asia se enmarcó en su tercer tour mundial titulado Invitation from Nightmare City, consolidándose después de varias solicitudes en la plataforma de conciertos iniciada por fanáticos, MyMusicTaste. La presentación del grupo en Yakarta, por razones no informadas, fue finalmente cancelada, sin embargo, se llevó a cabo igualmente una firma de fanes en dicha ciudad.
En junio de 2019, luego del lanzamiento del cuarto EP de la banda titulado The End of Nightmare, el grupo anunció la incorporación a su gira las ciudades australianas de Melbourne y Sídney, junto con la ciudad de Kuala Lumpur en Malasia, programados para agosto y principios de septiembre del mismo año, y conformando las etapas II y III de su tercera gira mundial. Desafortunadamente, debido a un incendio en el Teatro 170 Russell el 31 de agosto, un día antes del concierto, Dreamcatcher se vio obligado a cancelar su presentación en Melbourne. Por otra parte, el concierto en Malasia fue organizado por JS Concert Productions en colaboración con My Music Taste, llevándose a cabo en el KL Live y siendo la primera presentación del grupo en dicho país.
El 26 de agosto de 2019 se anunció que Dreamcatcher realizaría su segundo tour por Europa, enmarcado en la IV etapa de su gira mundial, esta vez en las ciudades de Londres, Milán, Berlín, Varsovia, París, Ámsterdam y Helsinki. En esta etapa, el grupo realizó un evento de firmas antes de cada uno de los conciertos. Además, por problemas de agenda, la miembro Handong no pudo participar de la visita del grupo a Europa.
El 9 de octubre de 2019, tras el reciente lanzamiento del primer álbum de estudio del grupo titulado The Beginning of the End, y posteriormente su miniálbum especial, Raid of Dream, se anunció a través de la agencia promotora Studio PAV & My Music Taste, que el grupo realizaría su primera visita por los Estados Unidos y etapa final de su gira mundial. El 11 de octubre se revelaron las cinco ciudades, siendo estas Los Ángeles, Chicago, Dallas, Orlando y Ciudad de Jersey, con conciertos a llevarse a cabo entre el 6 y el 15 de diciembre de 2019. Nuevamente, Handong no fue parte de esta etapa de la gira, debido a su participación en la segunda temporada del programa de supervivencia musical chino Idol Producer.

## Lista de canciones
| Asia - Etapa I |
| --- |
| 1. «What» 2. «Sleep Walking» 3. «Chase Me» 4. «Wonderland» 5. «Good Night» 6. «Daydream» 7. «Lullaby» 8. «Attention» (cover de Charlie Puth) (SuA, Yoohyeon) 9. «Boyfriend» (cover de Justin Bieber) (Siyeon, Handong, Gahyeon) 10. «I Don't Like It, I Love It» (cover de Flo Rida) (JiU, Dami) 11. «PIRI» 12. «Over the Sky» 13. «You and I» 14. «Fly High» 15. «July 7th» 16. «Full Moon» Encore 1. «And There Was No One Left» 2. «Wake Up» |

| Oceanía - Etapa II |
| --- |
| 1. «Fly High» 2. «Chase Me» 3. «Sleep Walking» 4. «Which a Star» 5. «Daydream» 6. «Trap» 7. «Havana» (cover de Camila Cabello) 8. «Boy with Luv» (cover de BTS) 9. «What» 10. «Good Night» 11. «TT» (cover de Twice) 12. «You and I» 13. «PIRI» 14. «July 7th» 15. «Full Moon» Encore 1. «Wake Up» 2. «Mayday» 3. «Over the Sky» |

| Asia - Etapa III |
| --- |
| 1. «Fly High» 2. «Chase Me» 3. «Sleep Walking» 4. «Which a Star» 5. «Emotion» 6. «Trap» 7. «Wonderland» 8. «Havana» (cover de Camila Cabello) 9. «Boy with Luv» (cover de BTS) 10. «Love Shot» (cover de EXO) 11. «Simon Says» (cover de NCT 127) 12. «Alligator» (cover de Monsta X) 13. «What» 14. «Good Night» 15. «Good Bye (korean ver.)» (cover de Taemin) (SuA, Siyeon) 16. «TT» (cover de Twice) (JiU, Handong, Yoohyeon, Dami, Gahyeon) 17. «Bad Boy» (cover de Red Velvet) (JiU, Handong, Yoohyeon, Dami, Gahyeon) 18. «You and I» 19. «PIRI» 20. «Speechless» (cover de Naomi Scott) (Siyeon) 21. «July 7th» 22. «Full Moon» Encore 1. «Wake Up» 2. «Mayday» 3. «Over the Sky» |

| Europa - Etapa IV |
| --- |
| 1. «Fly High» 2. «Chase Me» 3. «Trust Me» 4. «Which a Star» 5. «Wonderland» 6. «Taki Taki» (cover de DJ Snake) (JiU, SuA, Yoohyeon) 7. «Havana» (cover de Camila Cabello) 8. «What» 9. «Good Night» 10. «Good Bye (korean ver.)» (cover de Taemin) (SuA, Siyeon) 11. «TT» (cover de Twice) (JiU, Handong, Yoohyeon, Dami, Gahyeon) 12. «Bad Boy» (cover de Red Velvet) (JiU, Handong, Yoohyeon, Dami, Gahyeon) 13. «You and I» 14. «PIRI» 15. «Polaris» 16. «Deja Vu» 17. «July 7th» Encore 1. «Wake Up» 2. «Mayday» 3. «Over the Sky» |

| Norteamérica - Etapa V |
| --- |
| 1. «Fly High» 2. «Chase Me» 3. «Trust Me» 4. «And There Was No One Left» 5. «Wonderland» 6. «Taki Taki» (cover de DJ Snake) (JiU, SuA, Yoohyeon) 7. «What» 8. «Good Night» 9. «7 Rings» (cover de Ariana Grande) (SuA, Yoohyeon) 10. «Overdose (rock ver.)» (cover de EXO) (Siyeon) 11. «TT» (cover de Twice) (JiU, Yoohyeon, Dami, Gahyeon) 12. «Bad Boy» (cover de Red Velvet) (JiU, Yoohyeon, Dami, Gahyeon) 13. «You and I» 14. «PIRI» 15. «Deja Vu» / «The Curse of the Spider» / «Silent Night» (Raid of Dream Album Listen) 16. «Polaris» 17. «Deja Vu» 18. «July 7th» Encore 1. «Wake Up» 2. «Mayday» 3. «Over the Sky» |

## Fechas
| Fecha                   | Ciudad           | País           | Recinto                           | Asistencia | Recaudación |
| ----------------------- | ---------------- | -------------- | --------------------------------- | ---------- | ----------- |
| Asia - Etapa I          |                  |                |                                   |            |             |
| 22 de marzo de 2019     | Singapur         | Singapur       | Gateway Theatre                   | -          | -           |
| 24 de marzo de 2019     | Manila           | Filipinas      | SM North Edsa Skydome             | -          | -           |
| 6 de abril de 2019      | Seúl             | Corea del Sur  | Shinhan Card FAN Square Live Hall | -          | -           |
| 7 de abril de 2019      | Seúl             | Corea del Sur  | Shinhan Card FAN Square Live Hall | -          | -           |
| 2 de mayo de 2019       | Tokio            | Japón          | Tokyo Kinema Club                 | -          | -           |
| 5 de mayo de 2019       | Kōbe             | Japón          | Harbor Studio                     | -          | -           |
| Oceanía - Etapa II      |                  |                |                                   |            |             |
| 29 de agosto de 2019    | Sídney           | Australia      | Factory Theatre                   | -          | -           |
| Asia - Etapa III        |                  |                |                                   |            |             |
| 1 de septiembre de 2019 | Kuala Lumpur     | Malasia        | KL Live                           | -          | -           |
| Europa - Etapa IV       |                  |                |                                   |            |             |
| 24 de octubre de 2019   | Londres          | Reino Unido    | ULU Live                          | -          | -           |
| 27 de octubre de 2019   | Milán            | Italia         | Magazzini Generali                | -          | -           |
| 30 de octubre de 2019   | Berlín           | Alemania       | Kesselhaus                        | -          | -           |
| 1 de noviembre de 2019  | Varsovia         | Polonia        | Palladium                         | -          | -           |
| 3 de noviembre de 2019  | París            | Francia        | Elysee Montmarte                  | -          | -           |
| 5 de noviembre de 2019  | Ámsterdam        | Países Bajos   | Melkweg                           | -          | -           |
| 7 de noviembre de 2019  | Helsinki         | Finlandia      | Nosturi                           | -          | -           |
| Norteamérica - Etapa V  |                  |                |                                   |            |             |
| 6 de diciembre de 2019  | Los Ángeles      | Estados Unidos | Globe Theatre                     | -          | -           |
| 8 de diciembre de 2019  | Chicago          | Estados Unidos | Concord Music Hal                 | -          | -           |
| 11 de diciembre de 2019 | Dallas           | Estados Unidos | South Side Music Hall             | -          | -           |
| 13 de diciembre de 2019 | Orlando          | Estados Unidos | Plaza Live                        | -          | -           |
| 15 de diciembre de 2019 | Ciudad de Jersey | Estados Unidos | White Eagle Hall                  | -          | -           |
| Total:                  | Total:           | Total:         | Total:                            | -          | -           |

## Conciertos pospuestos y/o cancelados

### Cancelados
| Fecha                   | Ciudad    | País      | Recinto        | Razones                       |
| ----------------------- | --------- | --------- | -------------- | ----------------------------- |
| Asia - Etapa I          |           |           |                |                               |
| 20 de marzo de 2019     | Yakarta   | Indonesia | Upperroom Hall | No reveladas.                 |
| Oceanía - Etapa II      |           |           |                |                               |
| 1 de septiembre de 2019 | Melbourne | Australia | 170 Russell    | Daños a causa de un incendio. |